# 附认股权证公司债券
附认股权证公司债券是指带有认购证的公司债券，持有人在规定期间内或特定到期日，有权按约定价格向发行人购买公司股票。

## 类型
根据是否可以在市场上单独购买和出售认股权证和债券，附认股权证债券包括“分离型”或“非分离型”。对于“非分离型”附认股权证债券，认股证与公司债券自发行起无法单独交易，且两者存续期限相同。“分离型”附认股权证债券的认股权证和债券可以在市场上单独流通转让。
根据持有人行使认股权利时是否可以公司债券直接转股，附认股权证债券包括“抵交型”和“现金汇入型”。对于“抵交型”附认股权证债券，持有人在行使认购权利时，可以按照公司债券票面价值以一定比例转换为股权，与可转换债券类似。对于“现金汇入型”附认股权证债券，持有人在行使认购权利时，需要单独地缴纳认购股票的现金。

## 筹资成本
投资人的内含报酬率可以用来估计附认股权证债券的筹资成本。通过估计未来的预期现金流，可以计算出内含报酬率。作为一种混合筹资方式，附认股权证债券的内含报酬率应当介于公司债券与普通股之间，才能被投资人和发行人同时接受。

## 与可转换债券的区别
从条款上来看，附认股权证债券没有赎回和强制性转换条款，而可转换债券的发行者可以规定可赎回与强制转换条款。
从发行目的来看，附认股权证债券发行的主要目的是债权筹资，附加认股权证可以让公司以低于普通债券的票面利率发债。而可转换债券的发行目的主要是股权筹资，通过发行可转换债券，公司希望实现较高的股票发行价格以筹得更多资金。
从发行费用来看，附认股权证债券的承销费用一般高于普通债券而低于普通股，可转换债券的承销费用接近于普通债券。